# Balázs Kiss (zapaśnik)
Balázs Kiss (ur. 27 stycznia 1983 w Budapeszcie) – węgierski zapaśnik startujący w kategorii do 96 kg w stylu klasycznym, mistrz świata.
Zajął dziewiąte miejsce na igrzyskach w Rio de Janeiro 2016 w kategorii 98 kg.
Największym jego sukcesem jest złoty medal mistrzostw świata w 2009 roku w kategorii do 96 kg.
Srebrny medalista mistrzostw Europy w 2021 i brązowy w 2007, 2017 i 2018.
Pierwszy w Pucharze Świata 2010; drugi w 2006; czwarty w 2014; piąty w 2015; szósty w 2008 i siódmy w 2009. Czternasty na igrzyskach europejskich w 2019. Wicemistrz akademickich MŚ w 2004 i 2008. Mistrz Europy juniorów 2002 i wicemistrz świata w 2003 roku.
Mistrz Węgier w 2006, 2008, 2009, 2014, 2015, 2016 i 2018 roku.